# さつま泊野インターチェンジ
さつま泊野インターチェンジ（さつまとまりのインターチェンジ）は、鹿児島県薩摩郡さつま町泊野にある北薩横断道路のインターチェンジである。
さつま泊野インターチェンジから阿久根方面は自動車専用道路として整備されているが、鹿児島空港方面はさつま泊野インターチェンジから佐志インターチェンジまでの区間は一般道路として整備される予定である。

## 道路
- 北薩横断道路

## 沿革
- 2015年（平成27年） - 泊野インターチェンジ（仮称）の正式名称がさつま泊野インターチェンジに決定する[2]。
- 2019年（平成31年）3月24日 - さつま泊野ICからきららICまでの区間が開通[3]。
- 2021年（令和3年）度：宮之城道路（広瀬IC - さつま泊野IC）が事業化される[4]。

## 接続する道路
- 国道504号

## 隣
北薩横断道路
さつま泊野IC - きららIC - （北薩トンネル） - 中屋敷IC - 高尾野IC